# Carnots sætning (termodynamik)
 Ikke at forveksle med Carnots sætning.
Carnots sætning er central inden for termodynamikken og siger, at en varmekraftmaskine aldrig kan være mere effektiv end en Carnot-kredsproces. Tilsvarende har alle reversible kredsprocesser samme effektivitet som Carnot-processen.

## Carnot-processens effektivitet
En Carnot-varmluftmotor modtager varmeenergi {\displaystyle Q_{\text{H}}} fra et varmt reservoir med temperaturen {\displaystyle T_{\text{H}}} og omdanner en del til arbejde {\displaystyle W_{\text{out}}}, mens resten bliver afgivet igen som varme {\displaystyle Q_{\text{C}}} til et koldt reservoir temperaturen {\displaystyle T_{\text{C}}}. Effektiviteten beskrives med en nyttevirkning {\displaystyle \eta }, som er arbejdet i forhold til den tilførte varme:
{\displaystyle \eta ={\frac {W_{\text{out}}}{Q_{\text{H}}}}}
For Carnot-processen kan det vises, at den er:
{\displaystyle \eta _{\text{Carnot}}=1-{\frac {T_{\text{C}}}{T_{\text{H}}}}}
Det ses, at nyttevirkningen stiger med temperaturforskellen, men den kan aldrig blive 1. Ifølge Carnots sætning er en højere nyttevirkning umulig for en varmekraftmaskine.

## Carnot-processen har maksimal nyttevirkning
For at vise Carnots sætning kan det modsatte antages. Det antages altså, at der findes en hypotetisk motor E med højere nyttevirkning:
{\displaystyle \eta _{\text{E}}>\eta _{\text{Carnot}}}
Carnot-motoren sættes i mellemtiden til at køre baglæns, så den modtager arbejde og bruger det til at pumpe varme fra det kolde reservoir til det varme. Dvs. at Carnot-motoren nu fungerer som varmepumpe ligesom i et køleskab.
Ved at forbinde de to motorer kan arbejdet fra E-motoren bruges til at drive den omvendt Carnot-motor. Af uligheden mellem nyttevirkningerne følger altså, at
{\displaystyle {\frac {W_{\text{out}}}{Q_{\text{H}}'}}>{\frac {W_{\text{out}}}{Q_{\text{H}}}}}
hvor {\displaystyle Q_{\text{H}}'} er varmen, der tilføres E-motoren. Pga. opsætningen er arbejdet det samme. Ved at dividere med arbejdet på begge sider og gange med varmen, ses det, at
{\displaystyle Q_{\text{H}}>Q_{\text{H}}'}
Carnot-motoren bruger altså mest varme, hvilket også var forventeligt.
Arbejdet er som tidligere beskrevet blot forskellen i varme, der kommer ud og ind. Da arbejdet er ens for begge, må det gælde, at
{\displaystyle Q_{\text{H}}-Q_{\text{C}}=Q_{\text{H}}'-Q_{\text{C}}'}
Dette omarrangeres:
{\displaystyle Q_{\text{H}}-Q_{\text{H}}'=Q_{\text{C}}-Q_{\text{C}}'}
Venstresiden er varmen, der tages af E-motoren fra det varme reservoir, minus varmen, der leveres af Carnot-motoren til samme reservoir. Venstresiden er altså den energi, som samlet tilføres det varme reservoir, og pga. uligheden må denne mængde være positiv. Det ses på højresiden, at energien præcis modsvarer varmen, der i alt tages fra det kolde reservoir. Dvs. at man ved at forbinde Carnot-motoren med E-motoren kan konstruere en varmepumpe, der med 100 % effektivitet flytter varme fra et koldt reservoir til et varmt uden brug af ydre påført arbejde. Dette bryder med termodynamikkens 2. lov og er altså umuligt. Derfor er Carnot-nyttevirkningen også den maksimale nyttevirkning {\displaystyle \eta _{\max }}:
{\displaystyle \eta _{\max }=\eta _{\text{Carnot}}}
En varmekraftmaskine mere effektiv end Carnot-motoren er altså umulig.

## Alle resersible kredsprocesser opnår Carnot-effektivitet
På lignende vis kan det udledes, at der heller ikke findes reversible motorer, der er mindre effektive end en Carnot-motor. Reversibel betyder, at de ikke taber energi til fx friktion, hvilket motorer selvfølgelig typisk gør i virkeligheden. De er da irreversible og har lavere nyttevirkning.
Det antages, at der findes en mindre effektiv motor R:
{\displaystyle \eta _{\text{R}}<\eta _{\text{Carnot}}}
Det er nu R-motoren, der kører baglæns og drives af en forlæns kørende Carnot-motor. Dvs. at varmerne igen er ulige:
{\displaystyle Q_{\text{H}}'>Q_{\text{H}}}
hvor det er R-motoren, som har brug for mere varme. Arbejdet er dog stadig det samme, hvilket fører til, at
{\displaystyle Q_{\text{H}}'-Q_{\text{H}}=Q_{\text{C}}'-Q_{\text{C}}}
For denne opstilling er varmen, der tilføres det varme reservoir, altså igen lig med varmen, der tages fra det kolde reservoir. Pga. uligheden er dette en positiv størrelse, og termodynamikkens 2. lov er igen brudt.
Derfor må alle reversible kredsprocesser have samme nyttevirkning {\displaystyle \eta _{\text{rev}}} som Carnot-processen:
{\displaystyle \eta _{\text{rev}}=\eta _{\text{Carnot}}}
Hvis de er ens, er den samlede varmetilførsel fra kold til varm nemlig 0, og den 2. lov er derved overholdt.

## Eksempel
Hvis en dampkedel fx har en temperatur på 160 °C (433 K), mens fortætteren er 60 °C (333 K), vil den maksimale nyttevirkning være:
{\displaystyle \eta _{\text{Carnot}}=1-{\frac {333{\text{ K}}}{433{\text{ K}}}}={\frac {333}{433}}=0,23}
Dampmaskinen kan altså højest omdanne 23 % af varmen til arbejde og vil pga. tab have en endnu lavere effektivitet.

## Historie
Nicolas Léonard Sadi Carnot formulerede sætningen i 1824 i udgivelsen Réflexions sur la puissance motrice du feu (dansk: Undersøgelser over ildens bevægende kraft).